# قنجر رمادي
قنجر رمادي (الاسم العلمي: Conger cinereus) (بالإنجليزية: Longfin African conger)‏ هو نوع من الأسماك يتبع جنس القنجر من الفصيلة القنجرية.